# Miguel Macedo
Miguel Macedo, född 6 maj 1959 i Braga, död 13 mars 2025 i Braga, var en portugisisk politiker som var inrikesminister från juni 2011 till november 2014. Han var utbildad jurist och var ledamot av Assembleia da República (parlamentet) för Partido Social Democrata.